# Руаджан, Мелахат
Мелахат Руаджан (тур. Melahat Ruacan, фамилия при рождении Сенгер; 1906—1974) — турецкая судья, первая женщина-судья Верховного суда Турции и первая женщина в мире, вошедшая в состав суда высшей инстанции.

## Биография
Первый ребёнок полковника Нури и его жены Гюзиде. Окончила женский лицей Эренкёй, затем изучала философию в Стамбульском университете. После того, как по решению Ататюрка столица республики была перенесена в Анкару, там был создан новый университет — Анкарский. После этого Мелахат Сенгер переехала в Анкару и поступила в него. Она училась на юридическом факультете Анкарского университета с 1925 по 1929 годы. В 1938 году Мелахат вышла замуж за Расыма Руаджана, у них был сын.
После окончания университета работала судьёй. В 1945 году стала первой женщиной, назначенной членом Верховного апелляционного суда Турции. Поскольку Руаджан всегда выносила решения на основе законов, а не политических пристрастий властей, в период правления демократической партии она была вынуждена уйти с поста. Позднее она оспорила своё увольнение в суде и была восстановлена в должности, также ей была выплачена компенсация.
Умерла в 1974 году в Анкаре от сердечного приступа.